# Arctia duthula
Arctia duthula là một loài bướm đêm thuộc phân họ Arctiinae, họ Erebidae.